# Elusive
Elusive fue una banda de Gothic Rock formada en la ciudad de Stavanger, Noruega y activa entre los años 1996 a 2009.

## Historia
Elusive grupo fue formado en 1996 por el guitarrista de Theatre of Tragedy Tommy Olsson y exvocalista de The Morendoes, Jan Kenneth Barkved. Durante mucho tiempo, los músicos no podían sostener ensayos regulares debido a los muchos problemas personales de los participantes.
No es sino hasta el 2001, y con la ayuda de Morten Veland y su grupo Tristania, que Elusive logró grabar su álbum debut llamado Destination Zero, luego de firmar un contrato con la recién salida casa discográfica alemana "Pandaimonium Records". Después de la salida del álbum, el grupo hizo un pequeño tour promocional por Noruega y el centro-norte de Europa.
Elusive fue creada en la mejor tradición de la "clásica banda de rock gótico”. El disco recibió numerosos comentarios positivos de los críticos y fue nombrado "el mejor álbum debut en 1986." En 2002, la banda actuó en el prestigioso festival europeo M'era Luna.
Poco después del lanzamiento de su álbum debut, Morten Veland dejó la banda para formar su nuevo proyecto Sirenia y fue reemplazado por Kristian Gundersen. La nueva formación de Elusive grabó otro disco exitoso, los cuales de igual forma fueron altamente elogiados por los fanes y los críticos. Su segundo álbum fue titulado The Great Silence, lanzado en 2005.  Como gira de promoción, Elusive realizó varias presentaciones europeas como apoyo de la banda británica The Mission, entre las que se cuenta una extensa gira por el Reino Unido. Sus presentaciones tuvieron un ético moderado, en países como Países Bajos, Suecia, Finlandia, Alemania, Austria y España.
En junio de 2007, se estrenó el único vídeo musical filmado por la banda "Dream On Sister", a cargo de Marit Røkeberg de TVP Mediasenter AS, Noruega. Fue incluido como parte de su EP Dream On Sister. 
Ese mismo año, la banda lanzó su tercer y último álbum, titulado Locked Doors, Drinks And Funerals  en la que continuaron con la misma alineación conocida. A pesar de obtener una aclamación crítica positiva (probablemente, éste fue su trabajo mejor realizado) y a un éxito considerable entre el público local, el futuro de Elusive estaba sentenciado.
Las relaciones profesionales de sus miembros empezaron a declinar, debido a diferencias internas relacionadas con la dificultad para gestionar contratos ventajosos en las giras. En consecuencia,  en la primavera de 2009 (1° de abril) , Barkved anunció oficialmente la disolución del grupo.

## Después de Elusive
Poco más de seis meses después de la sepración, el vocalista Jan K.  Barkved fue encontrado muerto en su apartamento en Stavanger, el 27 de octubre de 2009. La causa de su deceso sigue siendo desconocida.
Desde entonces, no hay mayor información del resto de integrantes de la banda.  Tommy Olsson mantuvo un perfil bajo, hasta que se informó que en 2014 se incorporó como miembro de The Morendoes.
Mientras tanto,  Kristian Gundersen se centró en su propio proyecto paralelo, denomiano Silhouette. Es una agrupación de rock gótico en actividad desde 2006, pero no ha logrado un éxito significativo.

## Estilo, influencias e impacto
Los críticos musicales han señalado en repetidas ocasiones, su  "sonido clásico"   y su compromiso con los cánones del rock gótico, combinado con el vigor del rock and roll.  Han señalado en diversos medios, que el impacto logrado por Elusive es similar al de The Sisters of Mercy o Fields of the Nephilim  y The Mission  pero al mismo han mencionado de que recibieron un influencia significativas de géneros ajenos a las bandas de gothic-rock como Led Zeppelin,  la música country, especialmente, de Johnny Cash, e incluso Billy Idol. Algo que resulta muy evidente, es la influencia recibida de la música electrónica de los 90s, en particular de bandas británicas como Depeche Mode; en ese sentido, es notoria la gran similitud vocal de Jan K. Barkved con David Gahan.
Un aspecto cuestionado por algunos es la utilización de una batería programada en todas sus canciones. En la opinión del crítico Tobias Blum del portal alemán RockHard, sobre al álbum The Great Silence:  "es demasiado sin vida el sonido sintetizado de la batería, que estropea la impresión general" .

## Información sobre sus miembros
- Jan Kenneth Barkved – Vocalista (1996–2009), fue cofundador de The Morendoes e invitado en Tristania y Sirenia. Falleció en 2009.
- Tommy Olsson – Guitarrista  y programaciones (1996–2009), fue cofundador de The Morendoes y miembro de Theatre of Tragedy entre 1997–1999. Formó parte de The River Knows. Actualmente miembro de Long Night, fundada por él en 2015.
- Kristian Gundersen – Guitarrista (2001–2009), fue sesionista en Sirenia (guitarras y voces en conciertos, voces en estudio). Actualmente miembro de New Breed, fundada por él en 1998. Participó en el tema 'Arkham' del EP 'Sorrow Returns' de Long Night lanzado en 2016.

### Exmiembros
- Morten Veland – Guitarrista (1996–2001). Exintegrante de Tristania y posteriormente, fundador de Sirenia y Mortemia.

### Músicos invitados
- Jon Eirik Steinstø – Tecladista (2001–2009)
- Kenneth Olsson – Baterista (en conciertos y batería adicional en estudio). También fue parte de The River Knows y Tristania. Hermano de Tommy.
- "Syntax Error" – Tommy Olsson como miembro ficticio acreditado en los álbumes como intérprete del bajo y la batería programada.

## Discografía

### Álbumes de estudio
- Destination Zero - (2001)
- The Great Silence  - (2005)
- Locked Doors, Drinks And Funerals - (2007)

### EP
- Dream On Sister (2007)